# Titanic (band)
Titanic was een Noorse rockband.

## Bezetting
- Kenny Aas
- Kjell Asperud
- John Lorck
- Janne Løseth (zang, songwriter)
- Roy Robinson (tekstschrijver)
- John Williamson

- Mick Walker (vanaf 2006)
- Phil Wilton (vanaf 2006)
- Didier Blum (vanaf 2006)
- Chris Kleiner (vanaf 2009)
- Jean-Pierre Sjoberg (vanaf 2009)

## Geschiedenis
Titanic bereikte in oktober 1971 de Britse singlehitlijst (#5) met hun instrumentale nummer Sultana in de stijl van Santana. De band verkaste naar Frankrijk en bracht Macumba (1974) uit met Helge Groslie aan de keyboards. De single haalde de toppositie in Spanje. Sliding Down Again werd uitgebracht in 1974 en Buckshee Woman het daaropvolgende jaar.
De band werd ontbonden in 1979. Janne Løseth startte een solocarrière met Take Me Down en I Wished I Was a Poet. Hij werd de leadzanger van de Franse electronische band Space, bekend door hun album en single Magic Fly (1977).
In 1991 formeerden Løseth en Robinson de band opnieuw en namen het album Lower the Atlantic op. Het album werd opnieuw uitgebracht als Heart of Rock in 1993. Deze reünie was maar van korte duur. In 2006 formeerde Janne Løseth Titanic opnieuw met de drie toegevoegde leden Mick Walker, Phil Wilton en Didier Blum. Roy Robinson vervoegde zich later bij de band. Dit kwintet bracht de single I'm the Law uit in hetzelfde jaar. Hun album Ashes and Diamonds werd uitgebracht in februari 2009 in Europa.
Eind 2009 kreeg Roy Robinson een beroerte te verwerken en verliet hij de band om te herstellen. Janne Løseth belastte zich met de leadzang. Robinson en Walker werden vervangen door Chris Kleiner en Jean-Pierre Sjoberg. Ze speelden live-concerten tot 2013. Gedurende hun laatste dagen werd de band gezien in Zwitserland. In september 2014 werd bekendgemaakt dat de band was gestopt.

## Overlijden
Roy Robinson overleed op 8 juni 2015. Janne Løseth (geboren 1947) overleed op 4 september 2019.

## Discografie

### Singles
- 1970: Sultana/Sing Fool Sing (CBS Records)
- 1970: Half Breed/Santa Fé (CBS Records)
- 1971: Santa Fé (CBS Records)
- 1972: Rain 2000 (CBS Records, Nederland)
- 1973: Richmond Express (CBS Records, Frankrijk)
- 1973: Macumba (CBS Records, Spanje)
- 1974: Slideing Down Again (CBS Records, Frankrijk)
- 1975: Buckshee Woman (CBS Records, Frankrijk)
- 1979: Dance Baby Dance (Frisco Queen)/Hollywood (Oh La La) (Ariola Records, Nederland)
- ????: Iceberg

### Albums
- 1970: Titanic (CBS Records)
- 1970: Sea Wolf (CBS Records)
- 1973: Eagle Rock (CBS Records)
- 1975: Ballad of a Rock 'N Roll Loser (CBS Records)
- 1977: Return of Drakkar (Egg Records)
- 1979: Eye of the Hurricane (Egg Records)
- 1993: Lower the Atlantic (Metal Enterprises) (ook uitgebracht in Frankrijk als Heart of Rock bij New Disc Records)
- 2008: Ashes and Diamonds (Repertoire Records)